# Дама з камеліями (фільм, 1962)
«Дама з камеліями» (інший варіант назви: «Прекрасна Лола»; ісп. «La bella Lola (Une dame aux camélias)») — музичний мелодраматичний фільм, поставлений іспанським режисером Альфонсо Балькасаром в 1962 році за мотивами однойменної драми Олександра Дюма-сина з іспанською акторкою Сарою Монтьєль у головній ролі.

## Сюжет
Події відбуваються в XIX столітті в Іспанії. Молода співачка Лола талановита і красива, але бідна. Вона погоджується стати утриманкою літнього багатія Габріеля, який допомагає їй зробити музичну кар'єру. Він добрий, уважний і щедрий, виконує будь-яке її бажання, завалює подарунками. Лола цінує його увагу і щедрість і вдячна йому, але вона його не любить. На одному зі своїх виступів Лола знайомиться з блискучим молодим аристократом Хав'єром. Молоді люди закохуються з першого погляду... Сюжет фільму заснований на знаменитому романі Олександра Дюма-сина, докладний виклад сюжету якого див. у статті «Дама з камеліями».
У цьому фільмі, крім інших пісень, у виконанні Сари Монтьєль звучить знаменита на весь світ пісня «Голубка» («Коли з рідної Гавани відплив я вдалечінь...»).

## У ролях
- Сара Монтьєль — Лола
- Антоніо Чіфарелло — Хав'єр
- Франк Віллар — Габріель
- Луїза Маттіолі — Ана
- Херман Кобо — Федеріко
- Лаура Нуччі — мама Хав'єра
- Хосе Марія Каффарел — імпресаріо

## Знімальна група
- Режисер: Альфонсо Балькасар
- Продюсер: Франсиско Балькасар
- Сценаристи: Мігель Кусо, Хесус Марія де Аросамена, Хосе Марія Палачіо
- Композитори: Грегоріо Гарсія Сегура, Ернесто Лекуона
- Оператор: Маріо Монтуорі
- Художник: Хуан Альберто Солер
- Монтажерка: Тереза Алькосер